# Canutillo (hilo)
Se llama canutillo a un hilo utilizado para bordar. 
El canutillo es un hilo de metal muy delgado que se enrosca en espiral sobre una canilla cilíndrica del mismo modo que si se tratase de hacer un resorte. Se saca la canilla, y el canutillo se emplea después en diversos usos, particularmente para hacer lentejuelas, que sirven sobre todo para el bordado de oro y plata. Para conseguir este efecto, se corta cada vuelta de espiral y se aplasta con un martillo de manera que cada pedacito de hilo de metal toma la forma de un pequeño disco hendido por el lado y agujereado por el centro.